# Myleus arnoldi
Myleus arnoldi är en fiskart som först beskrevs av Ahl, 1936.  Myleus arnoldi ingår i släktet Myleus och familjen Characidae. Inga underarter finns listade i Catalogue of Life.